# Cuccìa

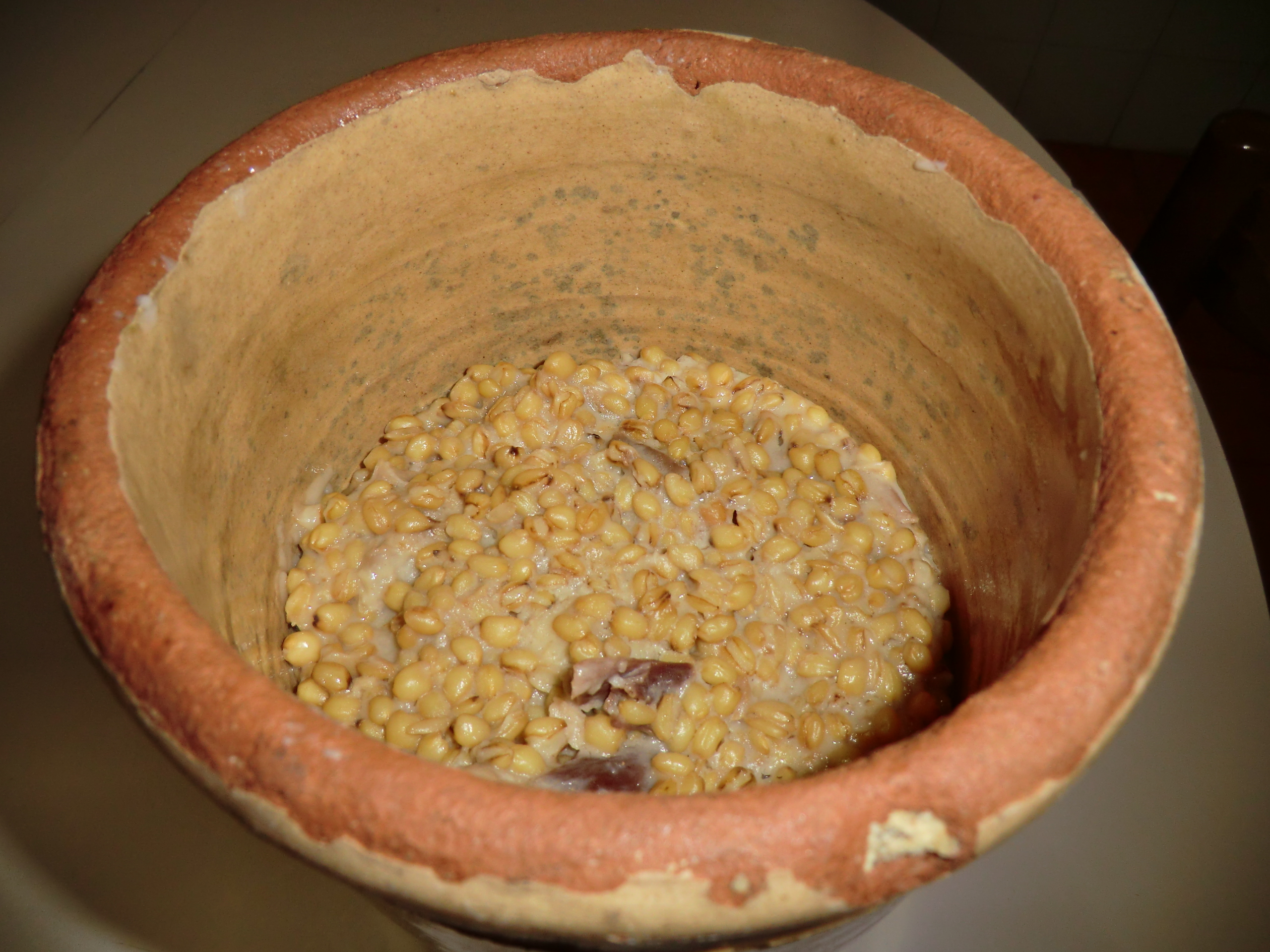
Une cuccia préparée à Motta di Rovito, à l'occasion de la fête d'Arnedos en août.

La cuccìa est une spécialité culinaire traditionnelle sicilienne composée de bouillie de blé contenant des baies.
Le terme cuccìa vient du sicilien cucciu, « grain », et n'est pas lié à d'autres mots italiens.

## Description et préparation
La cuccìa est préparée différemment d'une famille à l'autre et selon les régions. Certaines variétés sont cuisinées comme une soupe, d'autres comme un pudding et, à Kansas City (Missouri), dans la communauté sicilienne, la cuccìa est conçue comme un hot-cereal, mais la plupart des préparations traditionnelles y ajoutent du sucre, du beurre et du lait. Cela dit, les pois chiches, connus par les Américains comme des garbanzo beans sont également associés à la préparation de la cuccìa, de même que les amandes et la ricotta.

## Historique
Ce plat est préparé et consommé lors du jour de la fête de la sainte Lucie le 13 décembre en Sicile et entre Siciliens de la diaspora pour commémorer le secours de sainte Lucie lors d'une famine en Sicile : l'apparition de blé sur l'île, ressource importante pour la Sicile au travers des âges, lui est attribuée. Selon la coutume, le pain ne doit pas être consommé le jour du 13 décembre, la tradition voulant que la cuccìa soit la seule source de blé et la seule source de nourriture de toute cette journée.

### Légendes et coutumes
La légende prétend[évasif] qu'en 1646, alors que la Sicile connaissait une grave famine et qu'elle était sous domination espagnole, le jour de la sainte Lucie, un bateau chargé de froment est venu s'échouer sur les côtes. La population a attribué cet évènement à un miracle dû à la sainte du jour. Les Siciliens très pieux ont décidé depuis, en mémoire de ce miracle, de manger du blé chaque année à la sainte Lucie. La cuccìa est donc un plat basique avec le peu d'ingrédients que les gens possédaient : un peu de lait et de sucre.
Ceux qui ont fait un vœu à sainte Lucie pour la protection de leur vue (patronne de la lumière et donc des yeux et de la vue) ne mangent le 13 décembre « que » du blé ou du riz.